# Bathoryslægten
Bathoryslægten (polsk: Batory) var en ungarsk adelsfamilie stammende fra klanen Gutkeled. Slægten fik navnet Báthory og våbenskjoldet i 1325. I løbet af senmiddelalderen og renæssancen nåede slægten højden af deres indflydelse.
Stefan 7. Báthory (død 1530) var pfalzgreve af Ungarn og spillede en afgørende rolle i valget af Ferdinand af Habsburgs valg til den ungarsk konge. Bedst kendt i familien er Stefan Batory, der fra 1571 var fyrste Transsylvanien og Storfyrste af Litauen samt konge af Polen fra 1575 til sin død i 1586. I Siebenbürgen efterfulgtes Stefan af sin bror Kristofer Báthory som allerede i 1581 blev efterfulgt af sin søn Sigismund Báthory. Med Gabriel Báthory (1589-1613) uddøde slægter på mændenes side, men gennem hans søster Sofia Báthory gift med Georg 1. Rákóczi kom efterkommere af Báthoryslægten fortsat til at sidde på Transylvaniens trone.